# Dźwigar strunobetonowy
Dźwigar strunobetonowy – element konstrukcyjny (nośny) np. dachu budynku bądź stropu wykonany w specjalistycznym zakładzie betoniarskim z betonu wysokiej wytrzymałości, w którym umieszczono struny stalowe (druty o dużej wytrzymałości), naciągnięte w trakcie produkcji elementu.
Stosowany m.in. w budownictwie wielkoprzemysłowym na potrzeby pokonania dużych rozpiętości elementów konstrukcji budynku.